# Tur Peak
Tur Peak är en bergstopp i Antarktis. Den ligger i Östantarktis. Nya Zeeland gör anspråk på området. Toppen på Tur Peak är 1 470 meter över havet, eller 282 meter över den omgivande terrängen. Bredden vid basen är 2,0 km.
Terrängen runt Tur Peak är bergig norrut, men söderut är den kuperad. Trakten är obefolkad. Det finns inga samhällen i närheten.